# Isabella Flanigan
Isabella Victoria Sola Flanigan (* 22. Februar 2005 in Fairmont, West Virginia) ist eine in den USA geborene philippinische Fußballspielerin.

## Karriere

### Vereine
Seit 2023 spielt sie für die College-Mannschaft der West Virginia Mountaineers.

### Nationalmannschaft
Mit der U18 nahm sie an der AFF U-19 Women’s Championship 2022 teil.
Auch debütierte sie bei der A-Nationalmannschaft im Jahr 2022 und nahm mit dieser auch an der Asienmeisterschaft 2022 teil.
Am 9. Juli 2023 wurde sie dann für den Kader bei der Weltmeisterschaft 2023 nominiert.